# Daniella Sarahyba
Daniella Sarahyba Fernandes (Rio de Janeiro, 8 luglio 1984) è una modella brasiliana.
Anche sua madre, Mara Lucia Sarahyba, in passato fu un'apprezzata modella.

## Biografia
All'età di 3 anni, dopo la segnalazione di sua madre, posò per la prima copertina: il magazine brasiliano Pais & Filhos. A 12 anni iniziò la carriera di modella, posando per alcune linee di indumenti per bambini.
È apparsa, sia nell'edizione 2005 che in quella del 2006, dello Sports Illustrated Swimsuit Issue; in seguito è stata sotto contratto anche con le case di moda H&M, Spiegel e Benetton ed è stata scelta come testimonial da Victoria Beckham per la linea di moda che l'ex Spice Girl ha lanciato sul mercato.

## Agenzie
- IMG Models - New York